# Rue des Frigos
La rue des Frigos est une voie du 13e arrondissement de Paris, en France.

## Situation et accès
La rue des Frigos est une voie située dans le 13e arrondissement de Paris. Elle débute au 12, rue Thomas-Mann et se termine au 5, rue Neuve-Tolbiac.

## Origine du nom
Elle doit son nom aux entrepôts frigorifiques de Paris appelés « Frigos » dont l'entrée se trouve au no 19.

## Historique
La voie est créée, en 2001, dans le cadre de l'aménagement de la ZAC Paris-Seine Rive Gauche, sous le nom provisoire de « voie EE/13 » et prend sa dénomination actuelle le 11 août 2003.
Elle traverse (vers la partie rue Neuve-Tolbiac) une partie des terrains anciennement occupés par « les Frigos » avant la réalisation du projet Paris Rive Gauche.

## Bâtiments remarquables et lieux de mémoire

### Architecture et urbanisme
Quelques cabinets d'architectes se sont installés dans cette rue située non loin de École nationale supérieure d'architecture de Paris-Val de Seine.
Différents architectes ont conçu les bâtiments de cette rue.

### Logements[2]
Hormis le bâtiment des frigos déjà présent, le premier immeuble construit est l'immeuble sis 8, rue des Frigos de l'architecte J.-P. Pargade et livré en septembre 2002.
Les immeubles suivants ont été conçus par :
- O. Brenac et X. Gonzalez[4]
- A. Stinco[5]
- E. Girard[6]
- Pierre Charbonnier[7]

### Bureaux
Le seul immeuble à usage exclusif de bureaux de la rue des Frigos est le Sequana, conçu par  R. Turner et J.-M. Charpentier.

### Équipements publics[10]
Le centre d'animation René-Goscinny, dont l'entrée se situe rue René-Goscinny, est dans l'immeuble dont la façade rouge longe la rue des Frigos.